# Niklas Isfeldt
Niklas Isfeldt, poznatiji kao Nick Night, švedski je heavy metal pjevač. Najpoznatiji je kao pjevač heavy/power metal sastava Dream Evil gdje pjeva od 1999. S basistom Peteom Painom bio je član sastava Pure X. Također je bio gostujući pjevač na albumima sastava Hammerfall.
Godine 2005. napustio je Dream Evil, no ponovno mu se priključio iste godine.

## Vanjske poveznice
- Arhivirana web-stranica